# Paule Ka
Paule Ka (voorheen Cervélo-Bigla en Bigla-Katusha) was een internationale wielerploeg voor vrouwen, die van 2005 tot 2009 en van 2012 tot en met 2020 deel uitmaakte van het peloton. Tot en met 2015 heette het team Bigla Pro Cycling. Tussen 2016 en 2018 was fietsensponsor Cervélo co-sponsor en heette het team Cervélo-Bigla. In 2020 werd het Zwitserse kledingmerk Katusha co-sponsor. Vanwege de Coronapandemie trokken beide sponsoren zich terug en werd vanaf juli 2020 een nieuwe sponsor gevonden in het Franse modemerk Paule Ka. Aanvankelijk zou dit bedrijf de ploeg voor vier jaar sponsoren, maar al in augustus kwam het zijn financiële beloftes niet na en in oktober besloot ploegeigenaar Thomas Campala om de ploeg te beëindigen vlak voor de Ronde van Vlaanderen. Het team had tot 2015 een Zwitserse, in 2016 en 2017 een Duitse, vanaf 2018 een Deense en in 2020 wederom een Zwitserse licentie.
In 2016 behaalde het team de derde plek op het WK ploegentijdrijden in Doha, Qatar, achter Boels Dolmans en Canyon-SRAM.
Belangrijke kopvrouwen zijn de Deense Cecilie Uttrup Ludwig en de Amerikaanse Leah Thomas. Bekende Nederlandse rensters bij Bigla waren Annemiek van Vleuten, Iris Slappendel en Vera Koedooder. Ook reden de Belgen Isabelle Beckers en Ann-Sophie Duyck voor de ploeg. In het verleden maakten Emma Pooley, Shelley Olds, Sharon Laws, Carmen Small en - in de periode tot 2009 - ook Nicole Brändli en Noemi Cantele deel uit van Bigla. Tot en met 2018 waren Ashleigh Moolman en Lotta Lepistö de voornaamste kopvrouwen. Voor 2019 verruilden maarliefst zes van de tien rensters van ploeg, onder wie Moolman-Pasio, Lepistö en Duyck. Versterking kwam er van o.a. Leah Thomas, Nikola Nosková en Julie Leth. Na 2019 stapte Uttrup Ludwig over naar het Franse FDJ Nouvelle-Aquitaine Futuroscope.
In november 2018 vertelden Iris Slappendel, Vera Koedooder, Carmen Small en Doris Schweizer in De Volkskrant over hun negatieve ervaringen binnen het team in 2015 met ploegleider en -manager Thomas Campana.

## Renners

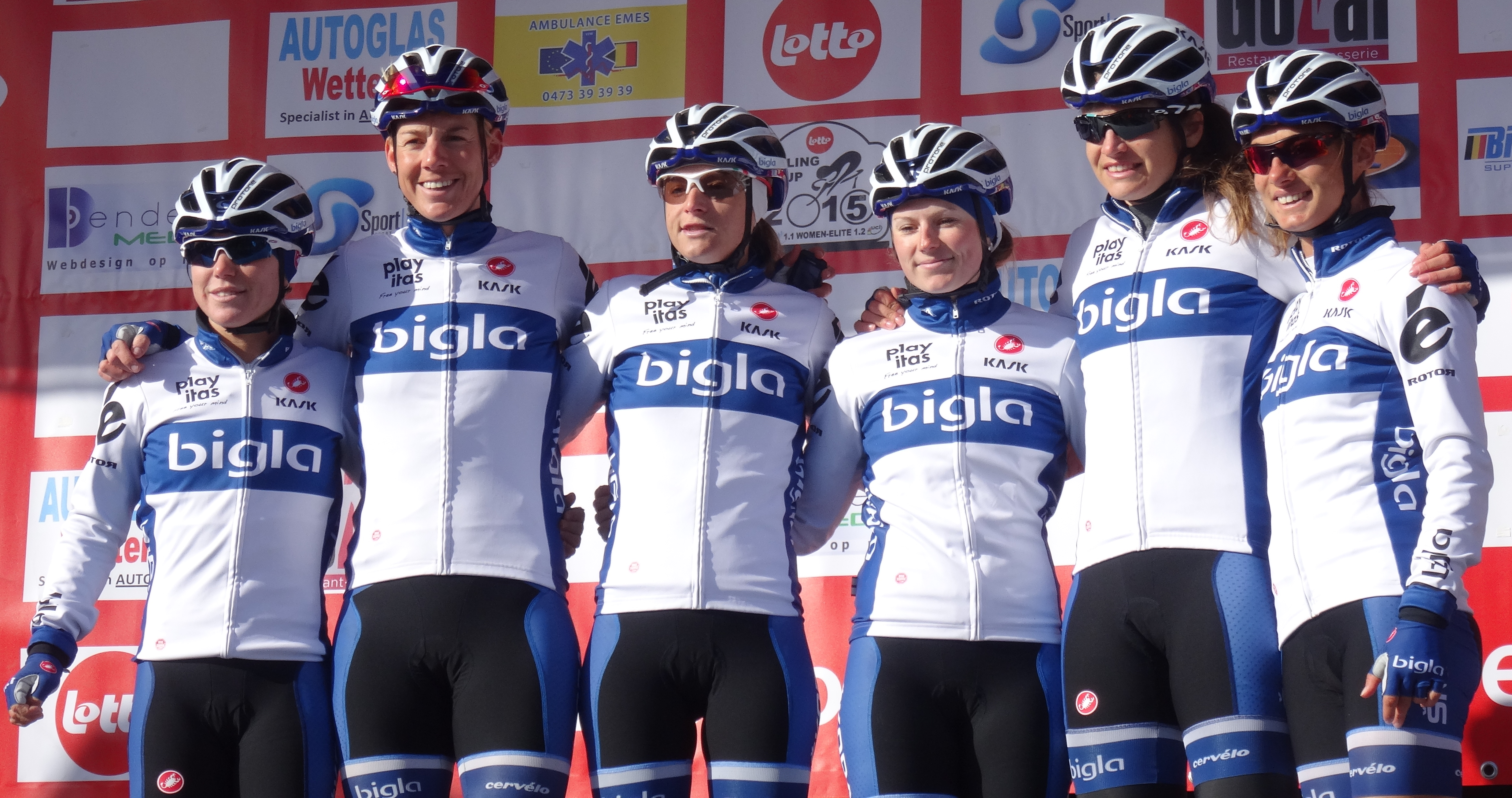
Het team in Le Samyn 2015

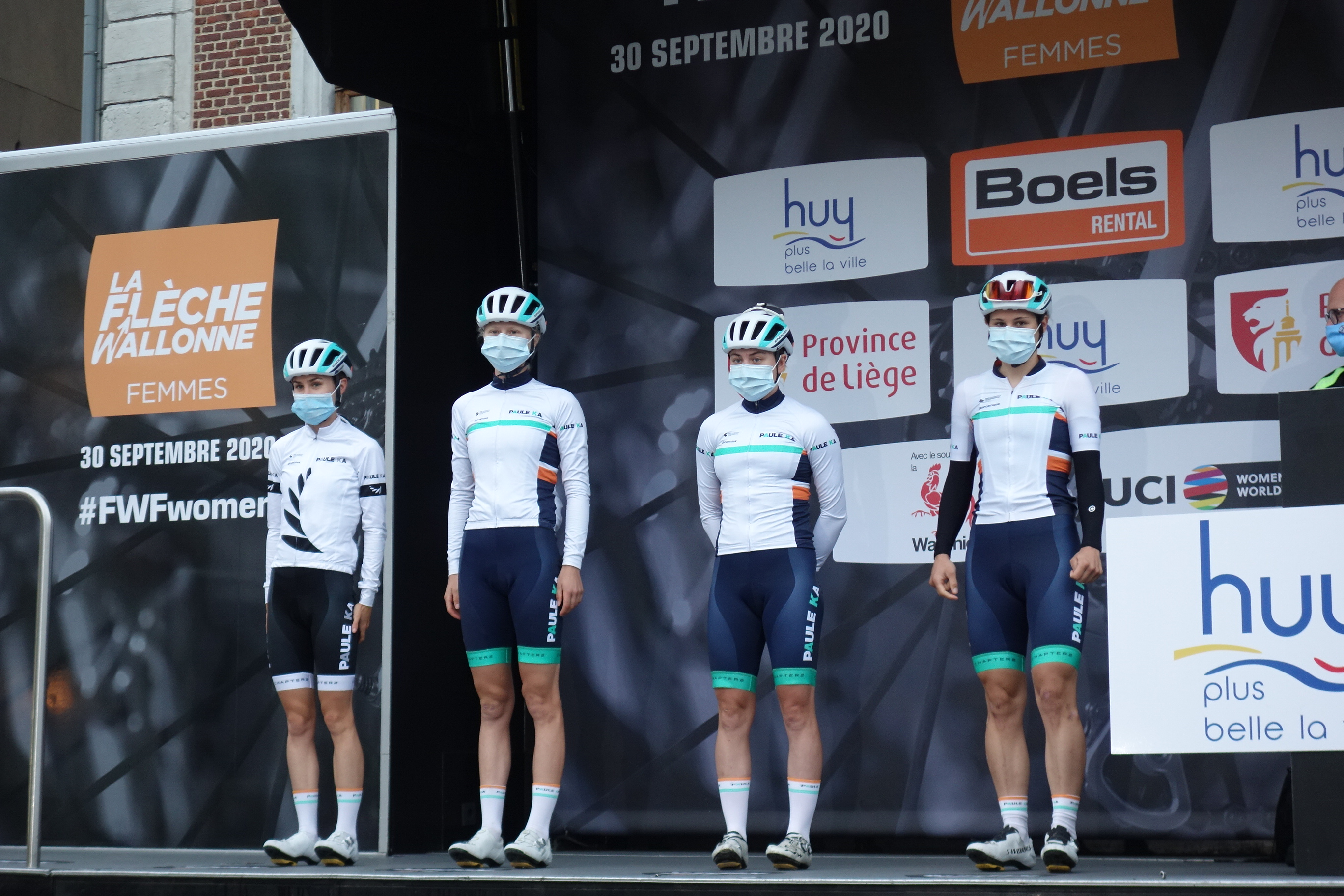
De ploeg in de Waalse Pijl 2020

### Transfers
| Inkomend           | Team 2019 | Uitgaand              | Team 2020                          |
| ------------------ | --------- | --------------------- | ---------------------------------- |
| Clara Koppenburg   | WNT-Rotor | Nicole Hanselmann     | Doltcini-Van Eyck Sport            |
| Marlen Reusser     | WCC Team  | Julie Leth            | WNT-Rotor                          |
| Kathrin Stirnemann | ?         | Cecilie Uttrup Ludwig | FDJ Nouvelle-Aquitaine Futuroscope |

### Team 2020
| Naam                    | Geboortedatum | Nationaliteit       | Vorige ploeg     |
| ----------------------- | ------------- | ------------------- | ---------------- |
| Clara Koppenburg        | 03-08-1995    | Duitsland           | WNT-Rotor        |
| Marlen Reusser          | 20-09-1991    | Zwitserland         | WCC Team         |
| Martina Alzini          | 10-02-1997    | Italië              | Astana           |
| Lizzy Banks             | 07-11-1990    | Verenigd Koninkrijk | UnitedHealthcare |
| Elise Chabbey           | 24-04-1993    | Zwitserland         | Cogeas-Mettler   |
| Mikayla Harvey          | 07-09-1998    | Nieuw-Zeeland       | Team Illuminate  |
| Emma Norsgaard          | 26-07-1999    | Denemarken          |                  |
| Nikola Nosková          | 01-07-1997    | Tsjechië            | BePink           |
| Maria Vittoria Sperotto | 20-11-1996    | Italië              | BePink           |
| Leah Thomas             | 30-05-1989    | Verenigde Staten    | UnitedHealthcare |
| Kathrin Stirnemann      | 22-10-1989    | Zwitserland         |                  |
| Sophie Wright           | 15-03-1999    | Verenigd Koninkrijk |                  |

### Bekende ex-rensters
- Isabelle Beckers (2013)
- Ann-Sophie Duyck (2018)
- Vera Koedooder (2014-2015)
- Iris Slappendel (2015)
- Annemiek van Vleuten (2015)
- Lisa Klein (2015-2017)
- Clara Koppenburg (2015-2018, 2020)
- Stephanie Pohl (2016-2017)

- Nicole Brändli (2008-2009)
- Noemi Cantele (2008-2009)
- Allie Dragoo (2017)
- Sharon Laws (2015)
- Lotta Lepistö (2014-2018)
- Ashleigh Moolman-Pasio (2015-2018)
- Joëlle Numainville (2015-2016)

- Shelley Olds (1e helft 2015)
- Christina Perchtold (2017)
- Gabrielle Pilote-Fortin (2016-2017)
- Emma Pooley (2013)
- Doris Schweizer (2015)
- Carmen Small (juni 2015-juli 2016)
- Cecilie Uttrup Ludwig (2017-2019)
- Zoelfia Zabirova (2008-2009)

## Belangrijke overwinningen

### 2005-2009
2005
- Proloog, etappe 1 en 7 en eindklassement Giro Rosa: Nicole Brändli

2006
- Etappe 1 Giro Rosa: Nicole Brändli
- Etappe 1 en eindklassement Trophée d'Or: Zoulfia Zabirova
- Etappe 2a, 4a en 6 Giro della Toscana: Noemi Cantele en etappe 3: Nicole Brändli
- GP Ouest France: Nicole Brändli

2007
- Etappe 2a en 3 en eindklassement Giro della Toscana: Noemi Cantele
- Etappe 1 en eindklassement Trophée d'Or: Noemi Cantele
- GP Ouest France: Noemi Cantele

2008
- Etappe 3 Thüringen Rundfahrt: Noemi Cantele
- Etappe 6 Giro della Toscana: Monica Holler

2009
- Etappe 5 Giro Rosa: Ashleigh Moolman
- Etappe 1 (Ploegentijdrit) Giro della Toscana

### 2012-2020
2012

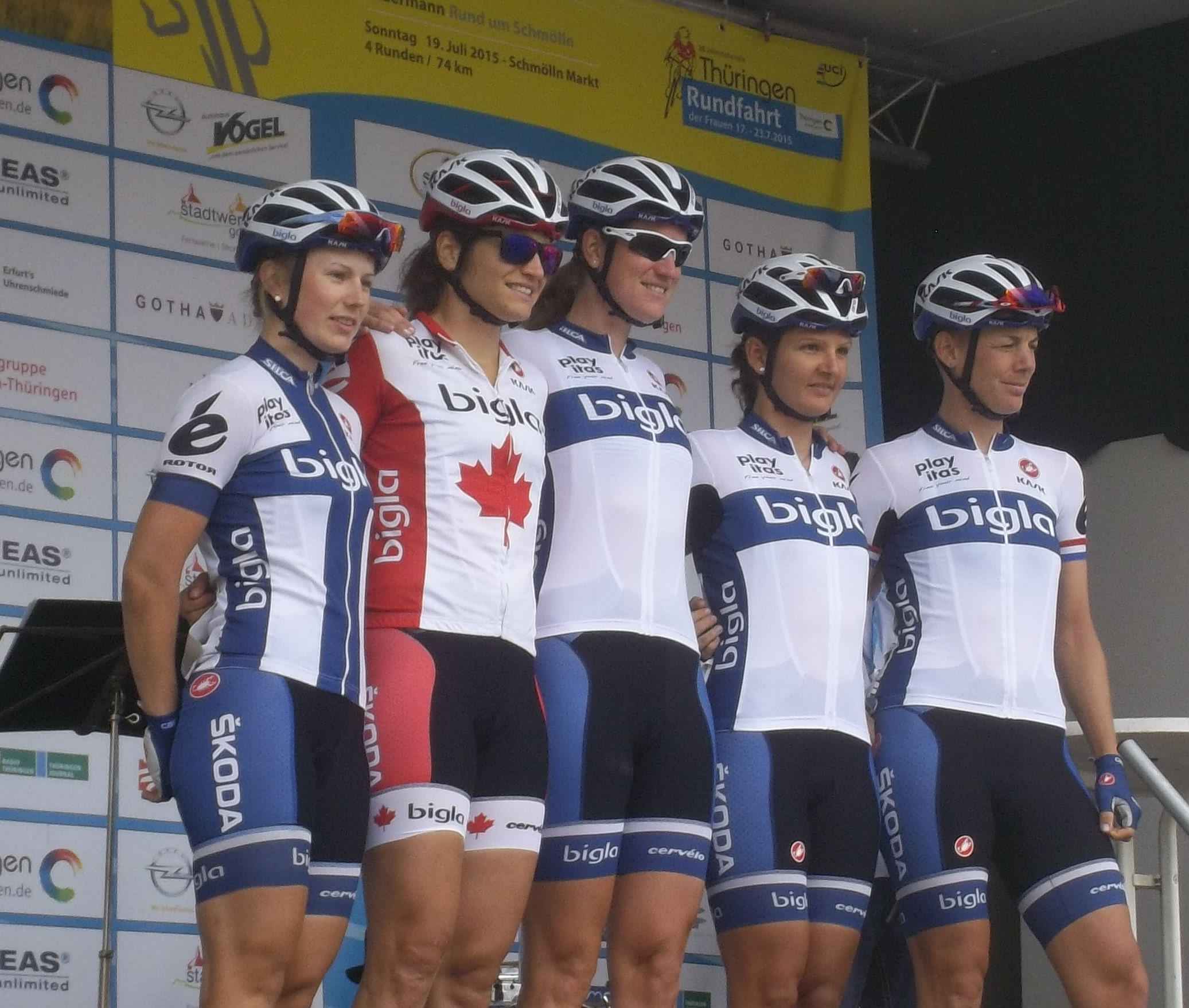
In de Ronde van Thüringen 2015

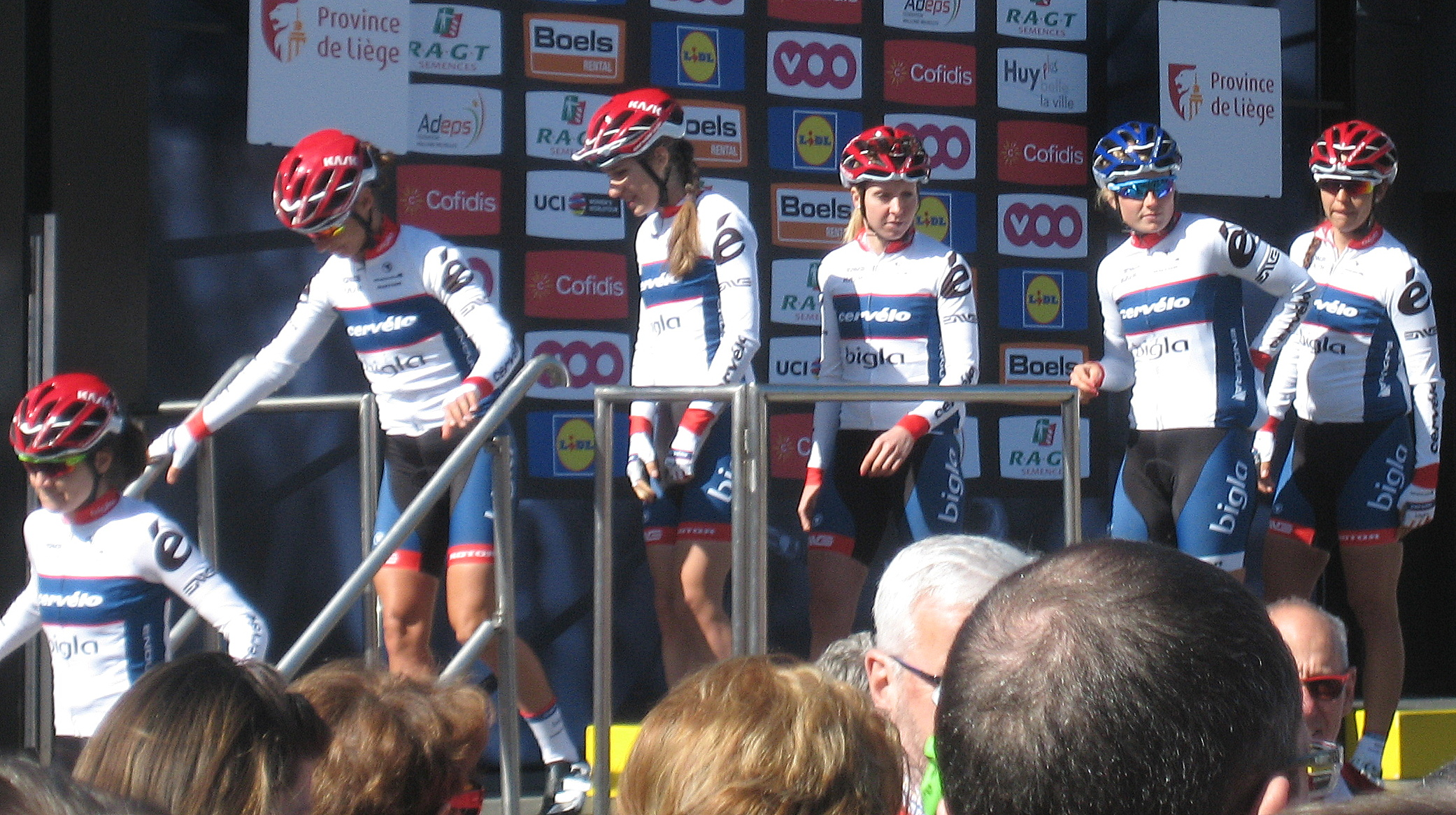
Het team in de Waalse Pijl 2016

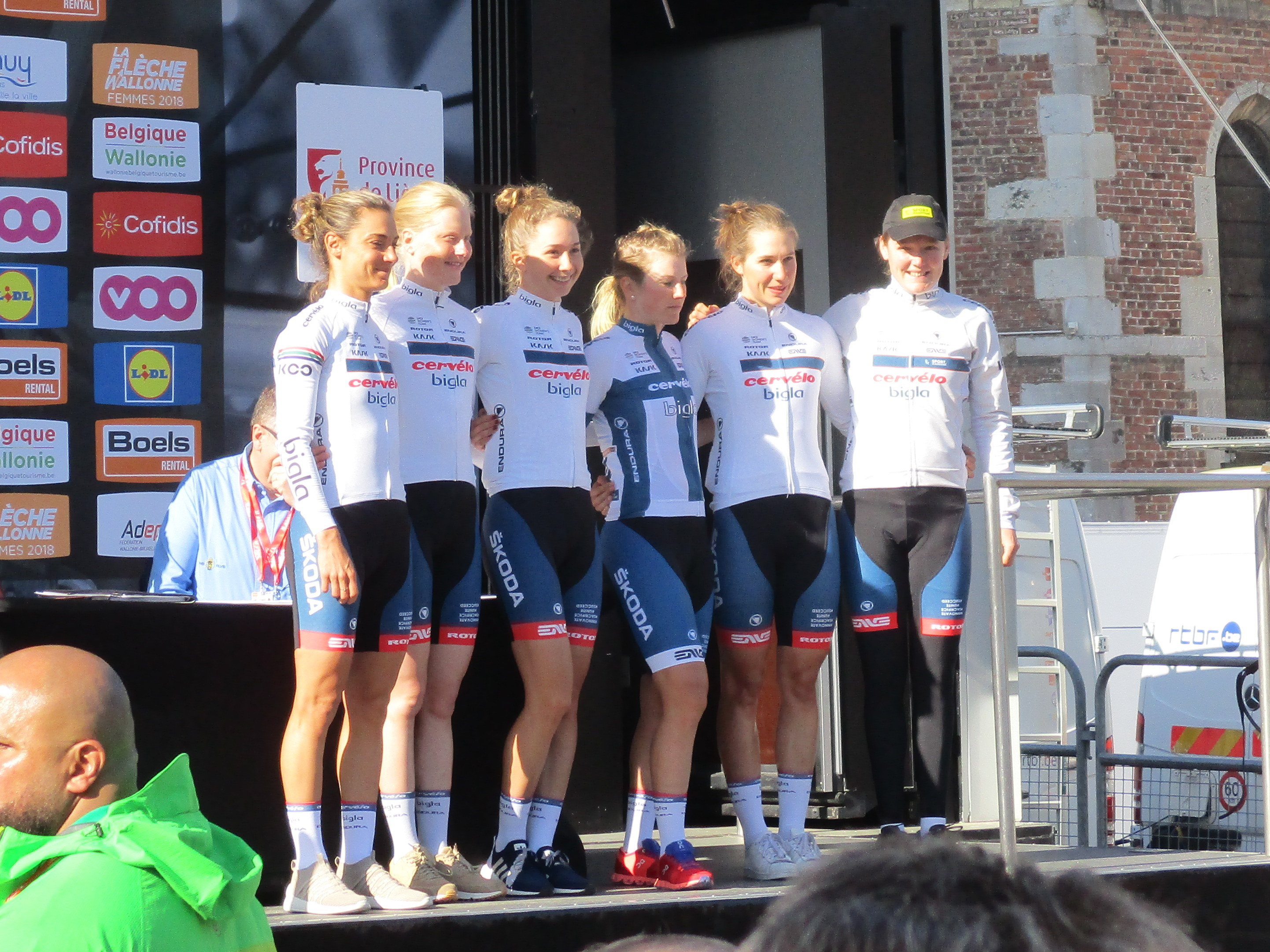
De ploeg in de Waalse Pijl 2018

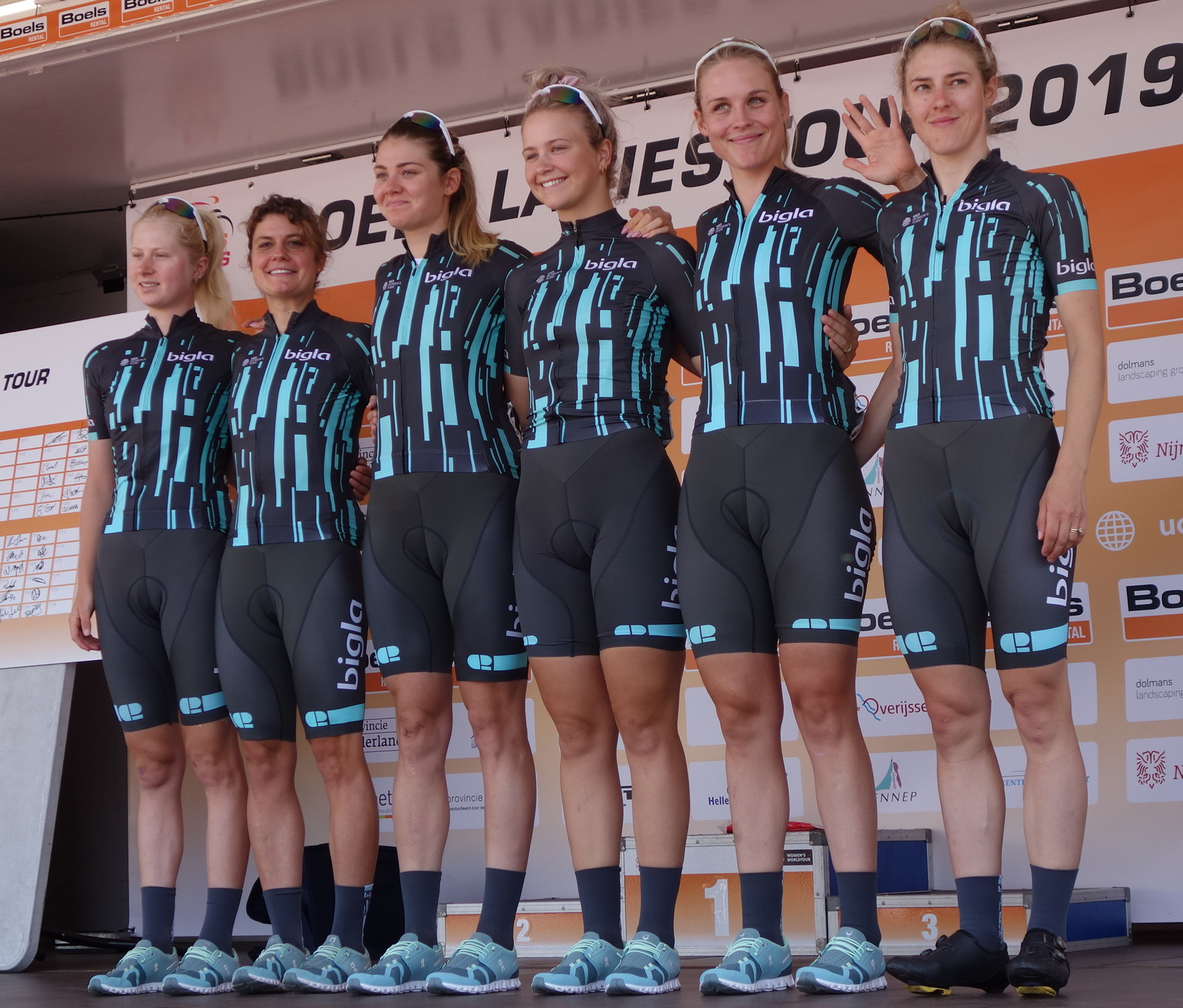
De ploeg in de Boels Ladies Tour 2019

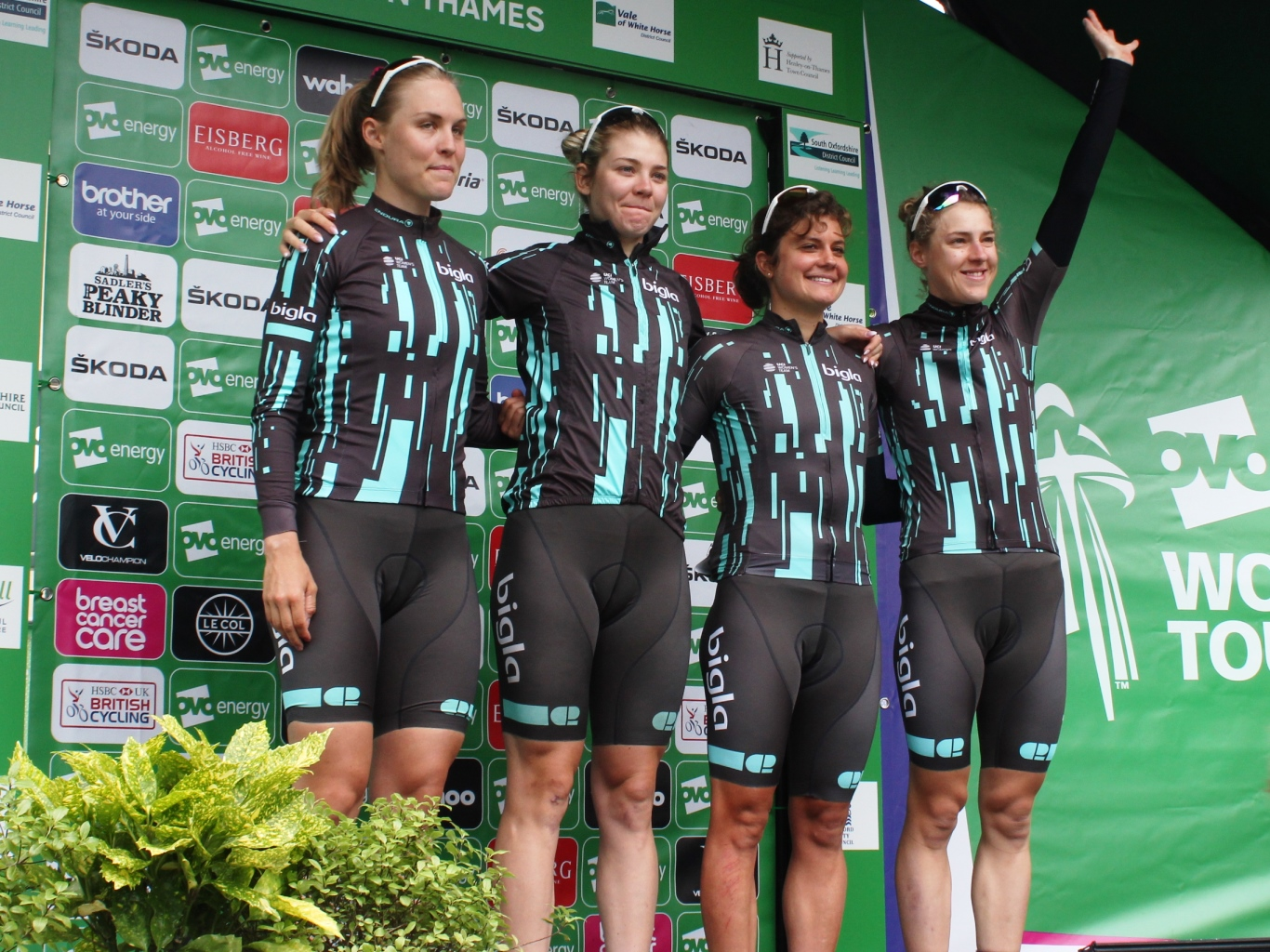
Het team in The Women's Tour 2019

- Eindklassement Alpstadt: Caroline Baur

2013
- Etappe 3 en eindklassement Tour Languedoc Roussillon: Emma Pooley

2014
- Etappe 3a Energiewacht Tour: Vera Koedooder
- Etappe 6 Thüringen Rundfahrt: Elke Gebhardt

2015
- Proloog Giro Rosa: Annemiek van Vleuten
- Proloog Emakumeen Bira: Annemiek van Vleuten
- Proloog Giro della Toscana: Annemiek van Vleuten
- Etappe 3 en eindklassement Auensteiner Radsporttage: Ashleigh Moolman

2016
- WK Ploegentijdrit
- Eindklassement en 2e etappe Auensteiner Radsporttage, Ashleigh Moolman
- Eindklassement, proloog en 2e etappe Giro della Toscana, Ashleigh Moolman
- Proloog Emakumeen Bira, Lotta Lepistö
- 1e etappe GP Elsy Jacobs, Lotta Lepistö
- 1e etappe Ladies Tour of Norway, Nicole Hanselmann
- 5e etappe Aviva Women's Tour, Lotta Lepistö
- White Spot - Delta Road Race, Joëlle Numainville

2017
- Gent-Wevelgem (WWT), Lotta Lepistö
- Jongerenklassement Giro Rosa (WWT), Cecilie Uttrup Ludwig
  - 6e etappe Giro Rosa, Lotta Lepistö
- Eind- en jongerenklassement Setmana Ciclista Valenciana, Cecilie Uttrup Ludwig
- Dwars door Vlaanderen, Lotta Lepistö
- Jongerenklassement GP Elsy Jacobs, Lisa Klein
  - Proloog GP Elsy Jacobs, Ashleigh Moolman
- Eind-, punten- en bergklassement Emakumeen Bira, Ashleigh Moolman
  - 5e etappe Emakumeen Bira, Ashleigh Moolman
- Eindklassement en 2e etappe Giro della Toscana, Ashleigh Moolman
  - Proloog, Lisa Klein
- La Classique Morbihan, Ashleigh Moolman
- GP Plumelec-Morbihan, Ashleigh Moolman

2018
- La Classique Morbihan, Ashleigh Moolman
- GP Plumelec-Morbihan, Ashleigh Moolman
- 5e etappe OVO Women's Tour (WWT), Lotta Lepistö
- Proloog Giro della Toscana, Lotta Lepistö

2019
- 8e etappe Giro Rosa (WWT), Lizzy Banks
- Eindklassement Women's Tour of Schotland, Leah Thomas
  - 3e etappe, Leah Thomas
- Chrono des Nations, Leah Thomas
- GP Plumelec-Morbihan, Cecilie Uttrup Ludwig
- 3e etappe Ronde van Bretagne, Mikayla Harvey
- GP Cham-Hagendorn, Julie Leth

2020
- 1e etappe Setmana Ciclista Valenciana, Emma Norsgaard
- 4e etappe Setmana Ciclista Valenciana, Leah Thomas
- 4e etappe Giro Rosa (WWT), Lizzy Banks

## Kampioenschappen
2014
 Fins kampioene tijdrijden, Lotta Lepistö
 Fins kampioene op de weg, Lotta Lepistö
2015
 Fins kampioene tijdrijden, Lotta Lepistö
 Fins kampioene op de weg, Lotta Lepistö
2016
 WK Ploegentijdrit
 Amerikaans kampioene tijdrijden, Carmen Small
 Fins kampioene tijdrijden, Lotta Lepistö
 Fins kampioene op de weg, Lotta Lepistö
2017
 Deens kampioene tijdrijden, Cecilie Uttrup Ludwig
 Duits kampioene op de weg, Lisa Klein
 Fins kampioene tijdrijden, Lotta Lepistö
 Fins kampioene op de weg, Lotta Lepistö
 Zwitsers kampioene op de weg, Nicole Hanselmann
2018
 Belgisch kampioene tijdrijden, Ann-Sophie Duyck
 Deens kampioene tijdrijden, Cecilie Uttrup Ludwig
 Fins kampioene tijdrijden, Lotta Lepistö
 Fins kampioene op de weg, Lotta Lepistö
 Zwitsers kampioene tijdrijden, Nicole Hanselmann
2020
 Deens kampioene op de weg, Emma Norsgaard
 Nieuw-Zeelands kampioene op de weg, Niamh Fisher-Black
 Tsjechisch kampioene tijdrijden, Nikola Nosková
 Zwitsers kampioene tijdrijden, Nicole Hanselmann